# Щербатов, Александр Григорьевич
Князь Алекса́ндр Григо́рьевич Щерба́тов (10 (22) октября 1850, Санкт-Петербург — 24 апреля (7 мая) 1915, Варшава) — президент Московского общества сельского хозяйства, камергер (1899), учредитель и председатель «Российского союза торговли и промышленности», председатель Союза русских людей (1905—1909).

## Биография
Родился 10 (22) октября 1850 года в Санкт-Петербурге в семье будущего попечителя Санкт-Петербургского учебного округа князя Григория Алексеевича Щербатова. Крещён 20 октября 1850 года в Пантелеимоновской церкви при восприемстве князя И. И. Васильчикова и бабушки графини А. С. Паниной.
Окончив в 1872 году кандидатом Санкт-Петербургский университет, некоторое время состоял на государственной службе; в 1874 году вышел в отставку.
Во время русско-турецкой войны (1877—1878) был уполномоченным Красного Креста при Рущукском отряде, награждён орденом Св. Владимира 4-й степени с мечами и орденом Св. Станислава 2-й степени.
После женитьбы посвятил себя сельскому хозяйству, превратив свою усадьбу Васильевское в Рузском уезде в образцовое хозяйство. Для ознакомления с передовыми технологиями он организовывал даже поездки крестьян в Англию и на сельскохозяйственные выставки. Был владельцем одного из лучших конных заводов в России.
В 1883—1891 годах рузский уездный предводитель дворянства. В 1891 году — уполномоченный по общественным работам Самарской губернии в помощь голодающим. В 1892—1905 годах был президентом Московского общества сельского хозяйства.

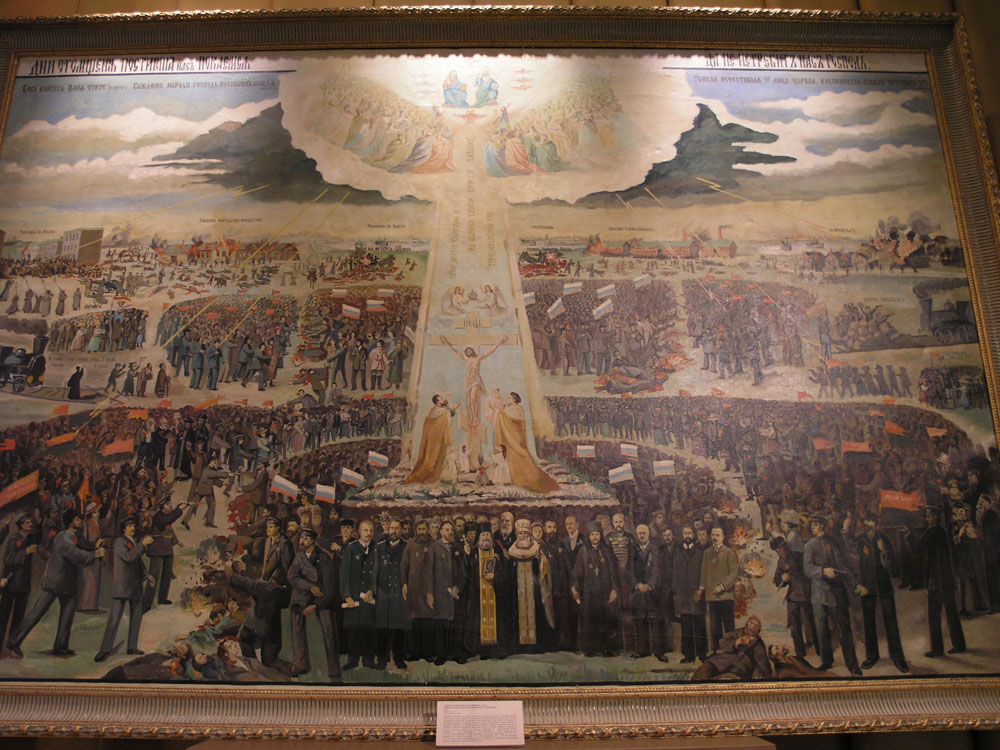
Картина «Дни отмщения постигоша нас... покаемся да не истребит нас Господь», 1905—1907 год, предположительно авторство Майков, Аполлон Аполлонович (его изображение присутствует на картине). Государственный музей истории религии. На картине, по-видимому, рукой автора надписано: «Ныне по примеру ангелов защищают Царскую власть от бесов главные учредители Союза Русского Народа: 1 — игумен Арсений; 2 — протоиерей Иоанн; 3 — А. Дубровин; 4 — И. Баранов; 5 — В. Пуришкевич; 6 — Н. Ознобишин; 7 — В. Грингмут; 8 — князь Щербатов; 9 — П. Булацель; 10 — Р. Трегубов; 11 — Н. Жеденов; 12 — Н. Большаков; 13 — о. Илиодор. В священных книгах сказано, что когда люди уклонялись в идолопоклонство, Бог истреблял их».

Был убеждённым монархистом; ещё в 1881 году участвовал в создании Священной дружины, а в 1905 году стал одним из организаторов и первым председателем Союза Русских Людей (до 1909 года). Щербатов был также членом монархической организации Русское собрание, где выступал с докладами по экономическим и финансовым вопросам. Он был одним из главных организаторов Монархических Всероссийских съездов. Был председателем второго и четвёртого Всероссийских Съездов Объединенного Русского Народа в Москве. В 1908 году он опубликовал свою работу «Обновленная Россия» — манифест консервативного реформаторства. В ней он указывал, что любые преобразования должны опираться на традицию, что «русская народность могуча своим христианством, своей Самодержавной Государственностью и своей творческой самобытностью». В 1909 году, в другом своём сочинении «Православный приход — твердыня русской народности» он писал: «Обновление России и пробуждение Русского Народа осуществимы при условии оживления Православного прихода не только Церковного — в Церкви, но и общежитейского — вокруг Церкви»; он считал, что, ввиду грозящих России опасностей русская народность «должна утвердиться в своих православных Приходах и оказать через них поддержку Царскому Самодержавию».
В 1909 году он поступил на государственную службу; в 1910 был назначен членом Комитета по коннозаводству. В 1912 году, за 2 года до начала мировой войны, Щербатов издал своё последнее крупное сочинение «Государственная оборона России», в котором указывал, что война неизбежна и что она будет жестокой и беспринципной. Анализируя причины неудачной войны с Японией, он писал: «Причины испытанных нами неудач исключительно нравственные и могут быть выражены словами: отсутствие в высших сферах решимости победить. Русский Царь и Русский Народ остались одинокими в своей вере в свою духовную мощь». Он полагал, что «в предстоящей мировой борьбе России приходится с одной стороны стоять на страже своих владений и своих интересов, с другой все более растет её значение, как единственной державы, могущей своей военной мощью удержать другие государства от военных столкновений, т. е. быть Хранительницей мира». Но возвращаясь к своей излюбленной идее, он указывал, что никакое самое совершенное вооружение не спасет Россию от гибели, никакие даже гениальные полководцы не приведут её к победе, что «сила России — в Церковно-Приходском единении Русской Народности».
В 1914 году он стал одним из учредителей «Российского союза торговли и промышленности для внешнего и внутреннего товарообмена», в котором стал первым председателем.
Во время мировой войны князья Щербатовы в своем имении Васильевское организовали госпиталь на 100 человек. Сам князь А. Г. Щербатов был при действующей армии — в должности начальника эвакуации раненых на Александровской железной дороге. Его жена, Ольга Александровна, организовала на свои личные средства санитарный поезд и руководила им.
После смерти, 5 апреля 1915 года в Петрограде, старшего сына Александра отправился, с известием о смерти сына, в Польшу, где в действующей армии находилась его жена, но по дороге простудился и, заболев крупозным воспалением лёгких, скончался в Варшаве 24 апреля (7 мая) 1915 года на 65 году жизни. Похоронен в семейной усыпальнице в усадьбе Васильевское в Рузском уезде Московской губернии.
Опубликовал ряд публицистических и экономических статей в «Московских ведомостях». Вместе с женой много путешествовал: дважды они побывали на арабском Востоке (даже с риском для жизни), а также в Индии и Цейлоне, Сингапуре и пересекли почти всю Яву в широтном направлении, верхом преодолели Сирийскую пустыню. Результатом этих путешествий стали три книги, написанные княгиней О. А. Щербатовой.
В имении Васильевское была обширная библиотека в 25 тысяч томов — книги по искусству, отдел истории на русском и иностранных языках, французская и русская беллетристика, журналы и др. В 1919 году  часть книжного собрания оставлена в местном культурно-просветительном кружке, а остальная часть была перевезена в Московский государственный книжный фонд и распределена между различными культурными и образовательными организациями.

## Сочинения
- Книга об арабской лошади: С рис. лошадей и табл. пород / [Соч.] Кн. А. Г. Щербатова и гр. С. А. Строганова. — СПб.: Экспедиция заготовления гос. бумаг, 1900. — [8], 177 с., 18 л. ил.
- Денежные вопросы. — М.: Кн-во «Союза русских людей», 1906. — 50 с.
- Земельный вопрос . — М.: Книгоизд-во «Союза Рус. Людей», 1906. — 50 с.
- Речь кн. А. Г. Щербатова на Всероссийском съезде русских людей 6-го апреля 1906 г. в Москве: приложение к № 3 Временника Союза русских людей. — М.: Союз русских людей, 1906 (Университетская тип.). — 32 с.
- Государственное денежное хозяйство. — М.: Унив. тип., ценз. 1906. — 7 с.
- Способы выяснения вопросов денежного обращения и землеустройства. — [Москва]: Унив. тип., ценз. 1906. — 6 с.
- Хорошее управление денежным обращением есть основание государственного и народного богатства / Александр Щербатов. — М.: тип. О-ва распр[остранения] полез. книг, 1908. — 69 с.
- Обновленная Россия. — М.: тип. О-ва распр[остранения] полезн[ых] книг, 1908. — 136 с.
- Православный приход — твердыня русской народности. — М.: Рус. печ., 1909. — 25 с.
- Государственно-народное хозяйство России в ближайшем будущем. — М.: : тип. т-ва И.Д. Сытина, 1910. — 71 с.
- Заведующие военно-конскими участками: Докл. кн. А. Г. Щербатова. — М.: тип. В. М. Саблина, 1910. — 5 с. — (Всероссийский съезд коннозаводчиков 1910 года в Москве. Доклады. Общие вопросы; № 18).
- Государственная оборона России. — М.: тип. П.Т. Сапрыкина, 1912. — 69 с.

- Православный  приход  —  твердыня  русской  народности  / Сост., предисл., коммент. И. А. Настенко / Отв. ред. О. А. Платонов. — М.: Институт русской цивилизации, 2010. — 496 с. — (Русская цивилизация). — ISBN 978-5-902725-54-1.
- Обновленная Россия и другие работы / Князь А. Г. Щербатов. — М.: Рус. панорама, 2002 (Калуга : ГУП Облиздат). — 421, [1] с., [2] л. ил., портр. — (Возвращенное наследие: памятники экономической мысли / Рус. ист. о-во). — ISBN 5-93165-060-1.

## Семья

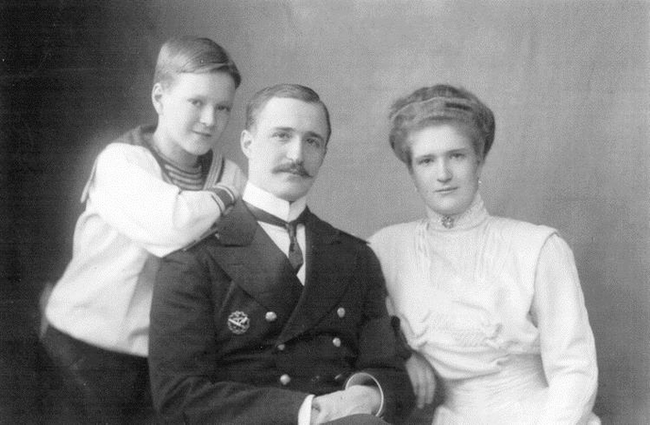
Дети: князь Георгий, князь Александр и княжна Елена (1909)

Женился 8 апреля 1879 года на четвероюродной сестре графине Ольге Александровне Строгановой.
В браке родились:
- Дмитрий (20.08.1880 — 12.05.1882);
- Александр (10.09.1881—05.04.1915), морской офицер; с 1 июля 1907 года был женат на княжне Софии Сергеевне Васильчиковой (15.09.1879—30.03.1927), дочери князя С. И. Васильчикова. Их дочери — Мария (1909—1956), Ольга (1910—1992), Ксения (1912—2006) и Софья (1914—1996);
- Элен (Елена) (08.11.1889 — 20.11.1976) — не замужем;
- Георгий (10.03.1898 — 13.12.1976); в качестве наследника рода Строгановых в 1970-е годы судился с американскими музеями, которые приобрели на распродажах советских музейных ценностей картины старых мастеров из Строгановского дворца.